# Ben Pollack
Ben Pollack (Chicago, 1903. június 22. – Palm Springs, 1971. június 7.) amerikai dzsesszdobos, zenekarvezető, »a swing atyja«. Az 1920-as évekneknek, a swing-korszak egyik fontos, korai szereplője. Olyan zenészeket foglalkoztatott, mint Benny Goodman, Jack Teagarden, Glenn Miller, Jimmy McPartland, Harry James.

## Pályakép
Ben Pollack Chicagóban született. Az iskolában dobolt, amellett zenekarokat alapított; ezek már Pollack tinédzser korában professzionálisan léptek fel. Az 1920-as években a Harry Bastin Bandbe lépett be, majd a New Orleans Rhythm Kingshez került. 1924-ben több zenekarban játszott, ami végül oda vezetett, hogy 1925-ben megalapította a 12 tagú Venice Ballroom Orchestrát. 1926-ban volt egy zenekara a Ten Californians néven, amelynek néhány előadását a WLW rádió sugározta is.
Pollack 1926-ban megalapította saját zenekarát. Idővel aztán abban Benny Goodman, Glenn Miller, Jack Teagarden és Jimmy McPartland és Gil Rodin is helyet kapott. Gil Rodin szaxofonos később a Music Corporation of America ügyvezetője lett.
Körülbelül 1928-tól nagy mennyiségű tánc- és dzsesszlemezt vettek fel. Pollack zenekara az 1920-as -30-as évek egyik legtermékenyebb zenekarává vált.
Pollack zenekara 1928-ban Chicagóból New Yorkba költözött. Ott játszottak a Broadway show-kon, és a Park Central Hotelben is. A zenekar akkoriban egy hangosfilmet is készített.
Pollack időközben bandavezető-énekes lett; már nem dobolt. A zenekar 1934-ben felbomlott, de Pollack újraszervezte zenekarát Harry Jamesszel és Irving Fazolával.
Az 1940-es évek elején zenekart szervezett Chico Marx komikus vezetésével. Elindította a Jewel Records-t, éttermeket nyitott Hollywoodban és Palm Springsben, önmagaként szerepelt a The Benny Goodman Story című filmben, és szerepelt a The Glenn Miller Story című filmben is.

## Albumok
- 1998: Let's Swing
- 1998: Swingin’ Uptown: The Big Band 1923-1952
- 1999: The Engine Room: A History of Jazz Drumming From Storyville to 52nd Street
- 2006: Jazz in the Charts 008 (1928-1929)
- − Make‐Believe Ballroom Time / Let’s Swing

## Filmek
- Presenting Lily Mars (1943) – szaxotofos Bob Crosby zenekarában
- Dark City (1950)
- The Glenn Miller Story (1954, önmaga)
- The Benny Goodman Story (1956, önmaga)